# Chronemika
Chronemika je úsek neverbální komunikace, zabývající se zacházením člověka s časem, např. jak s časem hospodaří, jak je dochvilný, kolik věnuje času jednotlivým osobám a problémům. Též se projevuje uspěchanou mluvou, ale i chováním, taktéž se může jednat o pomalou a vleklou řeč. Jde též o zbrklost v odpovědích, ale i u různých debat nedodržení daného časového rámce.
Zacházení s časem může vyjadřovat i sociální status. V mnoha firmách může šéf svolat své podřízené na okamžité jednání, pokud se ale naopak chce řadový zaměstnanec setkat s ředitelem společnosti, musí si zažádat o schůzku.